# Triflato di litio
Il triflato di litio è il sale di litio dell'acido trifluorometansolfonico.
A temperatura ambiente si presenta come un solido bianco. È un composto irritante.